# 一宮市立尾西市民病院
一宮市立尾西市民病院（いちのみやしりつびさいしみんびょういん）は、かつて愛知県一宮市に存在した、一宮市が運営する公共の病院である。
前身は旧尾西市が運営していた尾西市立尾西市民病院である。2005年（平成17年）4月1日に一宮市との合併により改称した。
2009年（平成21年）3月31日に閉院。翌日より医療法人杏嶺会に移譲され、「尾西記念病院」となる。

## 診察科
- 内科
- 心療内科
- 消化器科
- 小児科
- 外科
- 整形外科
- 眼科
- 皮膚科
- 泌尿器科
- 耳鼻咽喉科
- リハビリテーション科
- 麻酔科

## 沿革
- 1962年（昭和37年）：尾西市立尾西市民病院として開設[1]。
- 2004年（平成16年）3月1日 - 手術室改良や個室病室増室のため西側に病棟を増築[1]。
- 2005年（平成17年）4月1日に一宮市との合併により、一宮市立尾西市民病院に改称。
- 2009年（平成21年）3月31日：閉院[2]。

## 交通機関
2009年（平成21年）当時
- 名鉄バス名鉄一宮駅より、“西中野”“蓮池”行きで、「西萩原」バス停下車、徒歩で約10分。
- 一宮市循環バスi-バス：尾西北・尾西南コース「尾西市民病院」バス停下車、徒歩ですぐ。

## その他
一宮市の市民病院は、旧木曽川町、旧尾西市の公設病院も取り込んでおり、合併当初は4箇所の病院が存在した。民間への譲渡が進み、2009年（平成21年）4月現在、一宮市立市民病院、一宮市立木曽川市民病院（旧：木曽川町立木曽川病院）となっている。